# Брокет, Денис
Денис Брокет (фр. Broquette; ?—1734) — французский садовый мастер, придворный садовник Петра I и Екатерины I. На русской службе с 1715 года. Занимался устройством садов в Санкт-Петербурге, в частности, Петергофа, Екатерингофа и дворцово-паркового ансамбля в Стрельне. Выращивал множество пахучих цветущих растений, которые любил Пётр I.